# خولیان دلماش
خولیان دلماش (انگلیسی: Julián Delmás؛ زادهٔ ۲۰ آوریل ۱۹۹۵) بازیکن فوتبال اهل اسپانیا است.
از باشگاه‌هایی که در آن بازی کرده‌است می‌توان به باشگاه فوتبال رئال ساراگوسا اشاره کرد.